# La Ville-aux-Dames
La Ville-aux-Dames és un municipi francès, situat al departament de l'Indre i Loira i a la regió de Centre – Vall del Loira. L'any 2019 tenia 5.585 habitants.

## Demografia
El 2007 tenia 4.700 habitants. Hi havia 1.853 famílies, de les quals 364 eren unipersonals. La població ha evolucionat segons el següent gràfic:

## Economia
El 2007 hi havia 3.176 persones en edat de treballar, 2.163 eren actives i 1.013 eren inactives. Hi havia uns dos cents empreses, principalment de serveis de proximitat, i entitats administratives. Té escola maternal i elemental.
L'any 2000 hi havia quinze explotacions agrícoles que conreaven un total de 408 hectàrees.